# A69 (Groot-Brittannië)
De A69 is een 88,3 km lange hoofdverkeersweg in Engeland.
De weg verbindt Carlisle via Hexham met Newcastle-upon-Tyne.

## Hoofdbestemmingen
- Hexham
- Newcastle-upon-Tyne